# Funafuti
Funafuti je glavni grad države Tuvalu. Smješten je na istoimenom atolu. Prema popisu stanovništva iz 2002. godine imao je 4,492 stanovnika, što ga čini najmnogoljudnijim gradom i atolom u državi. Sjedište je 
administrativnih institucija, od kojih je najvažnija vladina palača, jedina zgrada s više od jednim katom na otoku. Atol je širok između 20 i 400 metara i okružuje najveću lagunu u državi.  Na otoku su također i ostaci američkog vojnog aerodroma iz drugog svjetskog rata, korištenog prilikom obrane otočja Gilbert i Maršalovih Otoka.